# Клей (окръг, Минесота)
Вижте пояснителната страница за други населени места с името Клей.
Окръг Клей (на английски: Clay County) е окръг в щата Минесота, Съединени американски щати. Площта му е 2727 km², а населението – 56 763 души. Административен център е град Морхед.

## География
Според преброяване през 2000 г., страната е с обща площ 2726 km², от които 2707,2 km² (или 99,29%)е земя и 19,4 km² вода.

## Демография
При преброяването през 2000 г. е имало 51 229 души, 18 670 домакинства и 12 340 семейства, които пребивават в окръга. Гъстотата на населението е 49 души на квадратна миля (19/km²). Расовият състав на окръг Клей е:
- Бели – 93,99%
- Черни или афроамериканци – 0,52%
- Коренни американци – 1,44%
- Азиатци – 0,88%
- Тихоокеански островитяни – 0,03%
- Други раси – 1,67%
- Две или повече раси – 1,47%

3,65% са испанци или латино. 40,4% са от норвежки и 26,8% от германски произход.